# Parafia Jezusa, Pasterza Dusz w Calumet City
Parafia Jezusa, Pasterza Dusz w Calumet City (ang. Jesus, Shepherd of Souls Parish) rzymskokatolicka parafia  położona w Calumet City, Illinois, Stany Zjednoczone.
Jest ona wieloetniczną parafią w hrabstwie Cook, z mszą św. w j. polskim dla polskich imigrantów.

Do 30 czerwca 2019 parafia była poświęcona św. Andrzejowi Apostołowi. 1 lipca 2019 w wyniku połączenia trzech dotychczasowych parafii w Calumet City powstała nowa parafia Jezusa, Pasterza Dusz. 